# تشفيدالي ديل فريولي
تشفيدالي (بالإيطالية: Cividale)‏ هي بلدة وبلدية في مقاطعة أوديني في إقليم فريولي فينيتسيا جوليا في إيطاليا.

## السكان
في سنة 1871 بلغ عدد السكان 8٬413 نسمة، وتطور العدد ليصل في سنة 2011 لـ 11٬378 نسمة.
يظهر هذا المخطط البياني تطور النمو السكاني لـ تشفيدالي ديل فريولي

## أعلام
- راتكيس ملك اللومبارد
- غريموالد الأول من بينيفينتو
- بولس الشماس
- أيستولف ملك اللومبارد
- لورينزو كريسيتيغ